# Springfield (Minnesota)
Springfield és una població dels Estats Units a l'estat de Minnesota. Segons el cens del 2000 tenia 2.215 habitants.

## Demografia
Segons el cens del 2000, Springfield tenia 2.215 habitants, 897 habitatges, i 562 famílies. La densitat de població era de 472,5 habitants per km².
Dels 897 habitatges en un 30,2% hi vivien nens de menys de 18 anys, en un 53,7% hi vivien parelles casades, en un 5,2% dones solteres, i en un 37,3% no eren unitats familiars. En el 34,6% dels habitatges hi vivien persones soles el 22,4% de les quals corresponia a persones de 65 anys o més que vivien soles. El nombre mitjà de persones vivint en cada habitatge era de 2,33 i el nombre mitjà de persones que vivien en cada família era de 3,03.
Per edats la població es repartia de la següent manera: un 26% tenia menys de 18 anys, un 5,7% entre 18 i 24, un 22,4% entre 25 i 44, un 18,6% de 45 a 60 i un 27,3% 65 anys o més.
L'edat mediana era de 42 anys. Per cada 100 dones de 18 o més anys hi havia 83,2 homes.
La renda mediana per habitatge era de 34.643 $ i la renda mediana per família de 41.071 $. Els homes tenien una renda mediana de 30.000 $ mentre que les dones 21.779 $. La renda per capita de la població era de 16.977 $. Entorn del 2,5% de les famílies i el 6,5% de la població estaven per davall del llindar de pobresa.

## Poblacions més properes
El següent diagrama mostra les poblacions més properes.